# 格特勒施布伦-阿伯施塔尔
格特勒施布伦-阿伯施塔尔是奥地利下奥地利州莱塔河畔布鲁克县的一个市镇。总面积26.15平方公里，总人口1363人，人口密度52.1人/平方公里（2008年）。